# The Blaze (Band)
The Blaze ist ein französisches Musik-Duo, das aus den beiden Cousins Guillaume und Jonathan Alric besteht. Sie kombinieren die von ihnen geschaffenen Musikstücke oft mit Videos zu einem audiovisuellen Gesamtwerk.

## Geschichte
Die Väter der beiden Musiker sind Brüder. Jonathan Alric wurde in der Elfenbeinküste geboren und wuchs seit seinem dritten Lebensjahr in der Normandie auf. Er besuchte später eine Filmschule in Brüssel.
Sein Cousin Guillaume, der in Dijon aufwuchs, entwickelte zunächst eine Vorliebe für Reggae und produzierte unter dem Pseudonym Mayd Hubb eigene Dub-Stücke. Als ihn Jonathan Alric um Unterstützung beim Soundtrack für ein Musikvideo bat, das er als Studienarbeit produzieren sollte, begann die Zusammenarbeit beider als The Blaze.
In ihrer Musik mixen beide Einflüsse aus Dub, House und Popmusik. Sowohl Guillaume als auch Jonathan Alric singen auf einigen ihrer Tracks. Als Einflüsse für ihre Musikvideos nennen sie die Regisseure Ken Loach sowie Jean-Pierre und Luc Dardenne und den Fotografen Sebastião Salgado.
2016 erschien ihre erste Single Virile auf Bromance Records. Das zugehörige Musikvideo entstand für ca. 100 Euro in einer Brüsseler Wohnung mit zwei Freunden des Duos als Hauptdarsteller. Es zeigt die innige Beziehung zweier Männer, „ohne ihrem Verhältnis den Stempel einer Bromance oder homosexuellen Liebe aufzudrücken“. Ein Jahr darauf folgte die EP Territory. Im Musikvideo zum Titelstück übernahm der Schauspieler Dali Benssalah die Hauptrolle eines Migranten auf der Rückreise in seine Heimat Algerien. Beide Musikvideos erhielten positive Kritiken. Territory wurde beim Cannes Lions International Festival of Creativity 2017 mit dem Grand Prix in der Kategorie Film Craft ausgezeichnet.
Im September 2018 erschien das Debütalbum des Projektes mit dem Titel Dancehall auf dem Musiklabel Animal63. Aus dem Album wurden mehrere Singles ausgekoppelt. Mit Jungle erschien im März 2023 das zweite Album der Band.
Guillaume und Jonathan Alric leben und arbeiten in Paris.

## Diskografie

### Alben
| Jahr | Titel Musiklabel   | Höchstplatzierung, Gesamtwochen, AuszeichnungChartplatzierungen (Jahr, Titel, Musiklabel, Platzierungen, Wochen, Auszeichnungen, Anmerkungen) | Höchstplatzierung, Gesamtwochen, AuszeichnungChartplatzierungen (Jahr, Titel, Musiklabel, Platzierungen, Wochen, Auszeichnungen, Anmerkungen) | Höchstplatzierung, Gesamtwochen, AuszeichnungChartplatzierungen (Jahr, Titel, Musiklabel, Platzierungen, Wochen, Auszeichnungen, Anmerkungen) | Anmerkungen                             |
| Jahr | Titel Musiklabel   | FR | BEW | CH | Anmerkungen                             |
| ---- | ------------------ | --- | --- | --- | --------------------------------------- |
| 2018 | Dancehall Animal63 | FR19 Gold · (36 Wo.)FR | BEW19 (16 Wo.)BEW | CH33 (1 Wo.)CH | Erstveröffentlichung: 7. September 2018 |
| 2023 | Jungle Animal63    | FR24 (1 Wo.)FR | BEW20 (2 Wo.)BEW | CH17 (1 Wo.)CH | Erstveröffentlichung: 10. März 2023     |

### EPs
| Jahr | Titel Musiklabel   | Höchstplatzierung, Gesamtwochen, AuszeichnungChartplatzierungen (Jahr, Titel, Musiklabel, Platzierungen, Wochen, Auszeichnungen, Anmerkungen) | Höchstplatzierung, Gesamtwochen, AuszeichnungChartplatzierungen (Jahr, Titel, Musiklabel, Platzierungen, Wochen, Auszeichnungen, Anmerkungen) | Höchstplatzierung, Gesamtwochen, AuszeichnungChartplatzierungen (Jahr, Titel, Musiklabel, Platzierungen, Wochen, Auszeichnungen, Anmerkungen) | Anmerkungen                             |
| Jahr | Titel Musiklabel   | FR | BEW | CH | Anmerkungen                             |
| ---- | ------------------ | --- | --- | --- | --------------------------------------- |
| 2017 | Territory Animal63 | FR87 (3 Wo.)FR | — | — | Erstveröffentlichung: 24. November 2017 |

### Singles
| Jahr | Titel         | Höchstplatzierung, Gesamtwochen, AuszeichnungChartplatzierungen (Jahr, Titel, Platzierungen, Wochen, Auszeichnungen, Anmerkungen) | Höchstplatzierung, Gesamtwochen, AuszeichnungChartplatzierungen (Jahr, Titel, Platzierungen, Wochen, Auszeichnungen, Anmerkungen) | Höchstplatzierung, Gesamtwochen, AuszeichnungChartplatzierungen (Jahr, Titel, Platzierungen, Wochen, Auszeichnungen, Anmerkungen) | Anmerkungen                         |
| Jahr | Titel         | FR | BEW | CH | Anmerkungen                         |
| ---- | ------------- | --- | --- | --- | ----------------------------------- |
| 2018 | She Dancehall | FR200 (1 Wo.)FR | — | — | Erstveröffentlichung: 29. Juni 2018 |

Weitere Singles
- 2016: Virile
- 2017: Territory (FR: Platin)
- 2017: Juvenile (FR: Gold)
- 2018: Heaven
- 2018: Faces
- 2018: Queens